# Ardea humbloti
L'airone di Humblot (Ardea humbloti Milne-Edwards e Grandidier, 1885) è un uccello della famiglia degli Ardeidi.

## Distribuzione e habitat
Vive in Madagascar, dove è piuttosto comune lungo le coste settentrionali e occidentali e intorno al Lago Alaotra, ma si incontra anche nelle Comore e su Mayotte.

## Descrizione
Questo airone dalle abitudini solitarie è un uccello imponente e può raggiungere i 100 cm di altezza. Le regioni superiori sono di colore grigio, più scuro sulla sommità del capo, sulle guance e sulle ali; quelle inferiori sono di un grigio più chiaro. Il becco, color paglia, diviene arancione durante la stagione degli amori; le zampe sono grigiastre o color carne.

## Biologia
È una specie stanziale, ma può effettuare piccoli spostamenti all'interno del proprio areale. Va a caccia nelle acque basse, sia dolci che costiere, catturando pesci lunghi fino a 20 cm e crostacei. A volte si incontra in compagnia degli aironi cenerini.
Nidifica sulle cime degli alberi o fra le rocce, ma talvolta anche sul suolo. Di solito depone tre uova.

## Conservazione
L'airone di Humblot è una specie in pericolo di estinzione e ne rimangono solamente tra i 1000 e i 3000 esemplari. La sua sopravvivenza è minacciata sia dalla caccia che dalla distruzione dell'habitat.